# Balai Gurun
Balai Gurun is een bestuurslaag in het regentschap Payakumbuh van de provincie West-Sumatra, Indonesië. Balai Gurun telt 816 inwoners (volkstelling 2010).